# Piper Curda
Piper Joy Curda (* 16. August 1997 in Tallahassee, Florida) ist eine US-amerikanische Schauspielerin und Sängerin, die für ihre Rolle als Jasmine in der Fernsehserie I Didn’t Do It (2014–2015) Bekanntheit erlangte.

## Leben und Karriere
Piper Curda kam im August 1997 in Tallahassee im US-Bundesstaat Florida zur Welt und wuchs in Chicago auf. Sie ist die Tochter eines Brigadegenerals der US-Armee und sie hat vier Geschwister. Zusammen mit ihrer großen Schwester war sie im Musical The King and I zu sehen. Im Alter von zwölf Jahren spielte sie Roly-Poly im Musical zu 101 Dalmatiner. 2011 hatte sie eine Hauptrolle als Casey in der Webserie Rule the Mix, die über die Website Disney.com abrufbar war. Zuvor hatte sie bereits mehrere Gastauftritte in Fernsehserien, darunter Law & Order: Special Victims Unit, Body of Proof und Malibu Country, sowie eine wiederkehrende Rolle in der Disney-Sitcom A.N.T.: Achtung Natur-Talente. Im Juni 2013 wurde Piper für eine Hauptrolle in der Disney-Serie Ich war’s nicht ausgewählt, die seit Januar 2014 ausgestrahlt wird. 2014 hat sie auch einen Gastauftritt in der Disney-Serie Liv und Maddie. 2015 übernahm sie eine Nebenrolle im Disney Channel Original Movie Teen Beach 2, der Fortsetzung von Teen Beach Movie.
Neben der Schauspielerei ist Curda auch Sängerin. Ihre erste Single namens Losing You erschien am 15. Januar 2014. Das zugehörige Musikvideo wurde zwei Wochen später veröffentlicht.

## Filmografie (Auswahl)
- 2008: Nothing Like the Holidays
- 2011: Law & Order: Special Victims Unit (Fernsehserie, Episode 13x03)
- 2011: Body of Proof (Fernsehserie, Episode 2x10)
- 2011–2012: Rule the Mix (Webserie, 26 Episoden)
- 2012: Shmagreggie Saves the World (Fernsehfilm)
- 2012: Malibu Country (Fernsehserie, 2 Episoden)
- 2012, 2014: Randy Cunningham: Der Ninja aus der 9. Klasse (Randy Cunningham: 9th Grade Ninja, Fernsehserie, 3 Episoden)
- 2013: Rizzoli & Isles (Fernsehserie, Episode 4x07)
- 2013: Reading, Writing & Romance (Fernsehfilm)
- 2013–2014: A.N.T.: Achtung Natur-Talente (A.N.T. Farm, Fernsehserie, 5 Episoden)
- 2014: Liv und Maddie (Liv and Maddie, Episode Kathy Kan-a-Rooney)
- 2014–2015: Ich war’s nicht (I Didn’t Do It, Fernsehserie, 39 Episoden)
- 2015: Teen Beach 2 (Fernsehfilm)
- 2017: School Spirits
- 2017: Just Another Nice Guy (Miniserie, 3 Episoden)
- 2018, 2021: Youth & Consequences (Fernsehserie, 8 Episoden)
- 2019: The Witch Next Door (The Wretched)
- 2020: American Pie präsentiert: Jetzt haben die Mädchen das Sagen (American Pie Presents: Girls’ Rules)
- 2021: The Rookie (Fernsehserie, Episode 3x12)
- 2022–2023: The Flash (Fernsehserie, 2 Episoden)
- 2022: Never Better
- 2022: Legacies (Fernsehserie, 7 Episoden)
- 2022: When Time Got Louder
- 2022: Zuhause bei Raven (Raven's Home, Fernsehserie, Episode 5x21)
- 2022: Navy CIS: L.A. (NCIS: Los Angeles, Fernsehserie, Episode 14x07)
- 2023: May December
- 2023: Back on the Strip
- 2023: Showdown at the Grand
- seit 2024: Matlock (Fernsehserie)

## Diskografie
| Jahr | Single               | Album                       |
| ---- | -------------------- | --------------------------- |
| 2014 | Losing You           |                             |
| 2014 | Messing With My Head |                             |
| 2014 | Taking Me Higher     | While You Were Away... – EP |
| 2014 | Letting Go           |                             |
| 2015 | Happy                |                             |